# 冲绳蟹蛛
冲绳蟹蛛（学名：Thomisus okinawensis）为蟹蛛科蟹蛛属的动物。分布于泰国、越南、琉球群岛、台湾岛等地。该物种的模式产地在日本。